# روبي سيهوتا
روبي سيهوتا (بالإنجليزية: Robbie Sihota)‏ مواليد 18 أكتوبر 1987 في كالغاري، هو لاعب كرة سلة كندي. بدأ مسيرته الاحترافية في سنة 2010. يبلغ طوله 6 قدم 6 بوصة (2.0 م).

## المسيرة الاحترافية
لعب مع ماتريكس ماجيكس من سنة 2012 إلى 2014، ثم لعب مع فريبورغ أولمبيك في موسم 2014–2015، ثم لعب مع إسبارن بريمرهافن في الدوري الألماني في سنة 2016.

## روابط خارجية
- روبي سيهوتا على موقع كرة السلة الأوروبية.كوم (الإنجليزية)
- روبي سيهوتا على موقع ريلجم (الإنجليزية)
- روبي سيهوتا على موقع بروبوليرز (الإنجليزية)